# Ноймаркт-Санкт-Файт
Ноймаркт-Санкт-Файт (нем. Neumarkt-Sankt Veit) — город и городская община в Германии, в земле Бавария. 
Подчинён правительственному округу Верхняя Бавария. Входит в состав района Мюльдорф-ам-Инн. Подчиняется административному сообществу Ноймаркт-Санкт-Файт. Официальный код  —  09 1 83 129.
По данным на 31 декабря 2015 года:
- территория — 6106,97 га;[5]
- население  — 6101 чел.;[3]
- плотность населения — 99,9 чел./км2;
- землеобеспеченность с учётом внутренних вод — 10 009,79 м2/чел.

## Население
По оценке на 31 декабря 2015 года население общины Ноймаркт-Санкт-Файт составляет 6101 чел. 

| Дата      | 1840 | 1871 | 1900 | 1925 | 1939 | 1950 | 1961 | 1970 | 1987 | 2011 |
| --------- | ---- | ---- | ---- | ---- | ---- | ---- | ---- | ---- | ---- | ---- |
| Население | 2942 | 3396 | 4268 | 4404 | 4488 | 6294 | 5245 | 5502 | 5278 | 6058 |

| Год       | 1960 | 1970 | 1980 | 1990 | 2000 | 2009 | 2010 | 2011 | 2012 | 2013 | 2014 | 2015 |
| --------- | ---- | ---- | ---- | ---- | ---- | ---- | ---- | ---- | ---- | ---- | ---- | ---- |
| Население | 5051 | 5476 | 5103 | 5617 | 6190 | 6062 | 6048 | 6030 | 6036 | 6053 | 6074 | 6101 |